# Eugene Fubini
Pour les articles homonymes, voir Fubini.
Eugene Ghiron Fubini (19 avril 1913 - 5 août 1997) est un physicien et universitaire qui participe à des recherches qui conduisent à la création de la première bombe atomique et est également secrétaire adjoint à la Défense des États-Unis dans les administrations Kennedy et Johnson. Il est connu en tant que décideur politique de la défense de la guerre froide et est le principal responsable des programmes annuels de recherche et développement de 7 milliards de dollars du Pentagone.
Il est ensuite vice-président du groupe et scientifique en chef chez International Business Machines Corporation de 1965 à 1969.

## Jeunesse
Eugene est le fils de Guido Fubini, connu pour le Théorème de Fubini et la Métrique de Fubini-Study. Eugene émigre ensuite d'Italie aux États-Unis. Il est diplômé de l'Institut technique de Turin et obtient un doctorat en physique à l'Université de Turin, où il étudie avec le lauréat du prix Nobel Enrico Fermi.

## Carrière
En 1939 et en 1942, il rejoint l'effort de guerre, travaillant avec l'Amérique malgré sa nationalité italienne. En 1961, il rejoint le Bureau de la recherche et de l'ingénierie de la défense au Pentagone et devient directeur adjoint de la recherche et de l'ingénierie de la défense pour les systèmes de recherche et d'information. En juin 1963, le président John F. Kennedy le choisit pour le poste supplémentaire de secrétaire adjoint à la Défense, avec des responsabilités englobant les programmes de recherche et de développement militaires.
Plus tard, Fubini devient comme secrétaire adjoint à la Défense des États-Unis (1963) une voix majeure pour la politique de suprématie technologique pendant la guerre froide. Il est également président du conseil américain de la sécurité des communications.
Le Conseil des sciences de la défense présente chaque année le prix Eugene G. Fubini pour services distingués. Le prix est créé en 1996 par le secrétaire à la Défense de l'époque, William Perry. Ce prix récompense une personne qui a apporté une contribution très importante au ministère de la Défense à titre consultatif sur une période prolongée. Le premier récipiendaire est Eugene G. Fubini.

## Vie personnelle
Eugene est marié à Betty Machmer et a six enfants. Ils ont cinq filles  et un fils David Fubini (en).